# Seriennummern der Luftfahrzeuge der United States Navy
Die Seriennummern der Luftfahrzeuge der United States Navy, auch als Bureau Number (BuNo) bezeichnet, werden für jedes Luftfahrzeug durch das Bureau of Aeronautics vergeben. Sie stellen als Luftfahrzeugkennzeichen für die Einsatzdauer der jeweiligen Maschine in der US Navy eine eindeutige Kennzeichnung dar.

## Geschichte

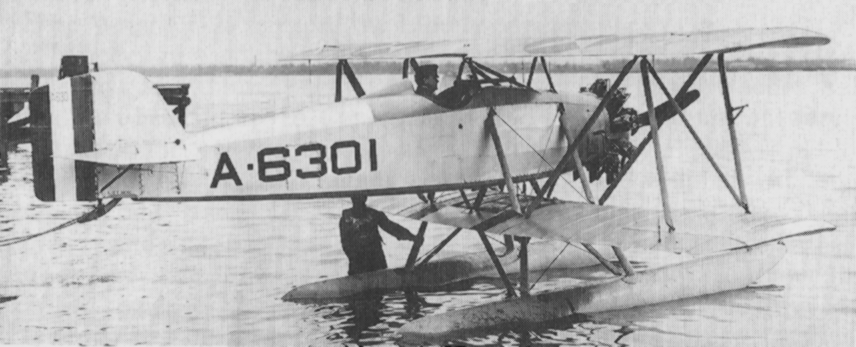
Naval Aircraft Factory TS-1 mit der BuNo A-6301, auch BuA 6301 geschrieben (1920er Jahre)

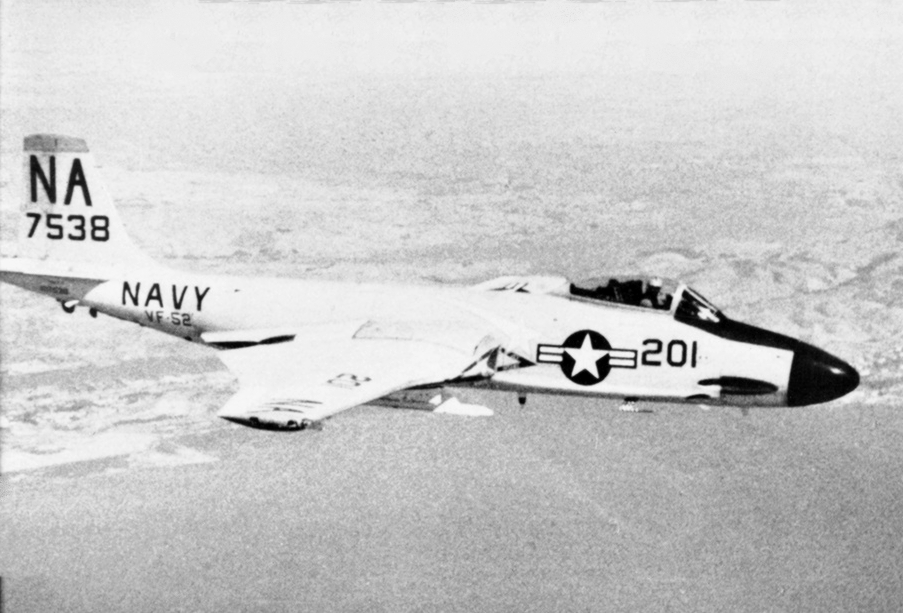
McDonnell F2H Banshee mit der BuNo 127538 (In den 1950er Jahren wurden nach dem Vorbild der USAF-Kennzeichnung manchmal die ersten beiden Stellen weggelassen)

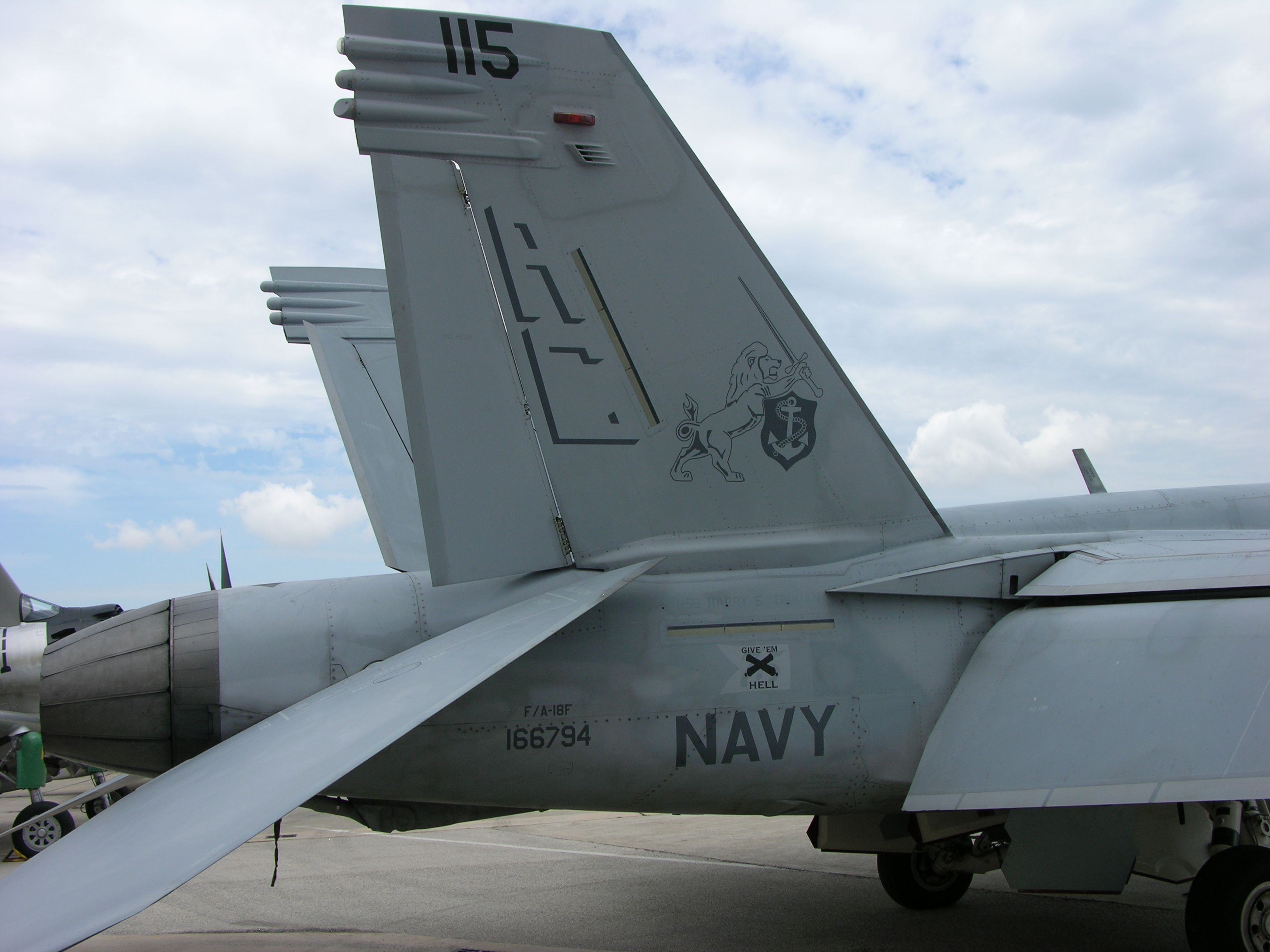
F/A-18F Super Hornet mit der BuNo 166794 (2010)

Das erste Seriennummernsystem der Navy, das 1911 mit der Beschaffung des ersten Flugzeugs eingeführt wurde, orientierte sich am jeweiligen Hersteller. Dieser erhielt einen Kennbuchstaben und die Flugzeuge wurden sequentiell durchnummeriert. So stand A für Curtiss, B für Wright usw. Das erste Navy-Flugzeug war die Curtiss Triad, ein Wasserflugzeug mit Druckpropeller, dessen zwei beschaffte Exemplare die Seriennummern A-1 und A-2 erhielten. Schon kurze Zeit später wurde eine Unterscheidung der verschiedenen Muster eines Herstellers vorgenommen, so erhielten die Curtiss-Flugboote den Buchstaben C und die Amphibienflugzeuge die Kennung E.
Im März 1914 wurde das herstellerbezogene System aufgegeben und durch ein allgemeiner gültiges ersetzt. Das neue System verwendete zwei Buchstaben, wobei der erste angab, ob das Luftfahrzeug schwerer als Luft (A), ein Ballon (B) oder ein lenkbares Luftschiff (C) usw. war. Der zweite Buchstabe gab den Untertyp an, z. B. H für Wasserflugzeug, B für Flugboot. Siehe hierzu auch Bezeichnungssystem für Luftfahrzeuge der US Navy von 1922 bis 1962.
Bei dem im Mai 1917 neu eingeführten System wurde die Präfix-Kennungen aufgegeben und durch den Buchstaben A (für Aeroplane) ersetzt. Ab 1921 wurden diese Seriennummern von dem im gleichen Jahr gegründeten Bureau of Aeronautics vergeben. Das A-Präfix wurde ab 1930 weggelassen, die letzte Verwendung war A-9204, eine OJ-2.
Nach Erreichen der Seriennummer 9999 wurde eine neue Sequenz mit der Nummer 0001 begonnen, die als zweite Serie der Bureau Number bezeichnet wird.
Im Jahr 1940 wurden derart viele Flugzeuge beschafft, dass man sich gezwungen sah die neue Serie bei 7303 zu beenden, um Verwechslungen mit den sich noch im Einsatz befindlichen Flugzeugen der ersten Serie zu vermeiden. Es wurde eine dritte Serie diesmal von Beginn an mit fünf Ziffern (00001) gestartet. Als sie 1945 die Zahl 99999 erreichte, wurde sie sechsstellig weitergeführt. Diese Serie ist noch heute gültig und hat 2015 die Zahl 169000 und im Oktober 2022 die BuNo 170000 überschritten. Maschinen, die von anderen Teilstreitkräften übernommen wurden, erhielten BuNos außerhalb der normalen Sequenz beginnend mit 198003. Diese Sequenz folgt jedoch keinem erkennbaren System.
Da die Vergabe der Seriennummer zum Zeitpunkt der Bestellung erfolgt und nicht bei der tatsächlichen Indienststellung, weist die Nummernfolge große Lücken infolge von Bestellungsstornierungen auf.